# Sedat Şahintürk
Sedat Şahintürk, né le 7 février 1996 à Izmit, est un footballeur turc évoluant au poste d'ailier à Bandirmaspor, en prêt d'Adana Demirspor.

## Biographie
Şahintürk est formé dans plusieurs clubs turcs durant sa jeunesse dont l'Ankaraspor avant qu'il ne joigne le réputé Beşiktaş en 2013.
Promu en équipe première en 2016, Şahintürk est cantonné au banc mais participe à quelques matchs de coupe. Il fait ses débuts professionnels en novembre 2016 en entrant en jeu lors d'un succès contre le Darıca Gençlerbirliği en Coupe de Turquie. Le 26 janvier 2017, Şahintürk marque son premier but pour son club formateur à l'occasion d'un nul 1-1 face au Kayserispor.
Il est logiquement prêté en 2017 au Balıkesirspor. Şahintürk y reste deux saisons où il évolue en seconde division turque. 
En juillet 2019, Şahintürk est prêté au Denizlispor.